# Georg Kohl
Georg Kohl (* 30. Mai 1881 in München; † 31. Januar 1952 in Brackenheim) war ein deutscher Politiker der DVP, der Vorläuferorganisation der heutigen FDP Baden-Württemberg.

## Leben
Nach seiner Schul- und Hochschulzeit war Kohl als politischer Redakteur und von 1907 bis 1934 als Zeitungsverleger (Zaber-Bote) in Brackenheim tätig.
Kohl war Gesellschafter des Informationstechnikunternehmens Taylorix und lieferte mit seiner Druckerei die benötigten Produkte.

## Politik
Von 1919 bis 1933 war er im Brackenheimer Gemeinderat und wirkte auch als Vorsitzender des Bezirksgewerbeverbandes und Mitglied der Handwerkskammer. Nach 1945 war er erneut Gemeinderat in Brackenheim sowie Kreistagsmitglied.
Dem Deutschen Bundestag gehörte Kohl seit dessen erster Wahl 1949 bis zu seinem Tode an. Er wurde im Wahlkreis Heilbronn direkt ins Parlament gewählt.
Unterlagen über seine politische Tätigkeit befinden sich im Archiv des Liberalismus der Friedrich-Naumann-Stiftung für die Freiheit in Gummersbach.